# Comté de Montechiarugolo
1428–1612
Le comté de Montechiarugolo (en italien contea di Montechiarugolo) est un petit État souverain du nord de la péninsule italienne gouverné par la maison Torelli de 1428 à 1612.

## Géographie
Le comté de Montechiarugolo, dont le chef-lieu est distant de 15 km de Parme, est délimité par la rivière Enza. Il comprend certaines frazione de l'actuelle commune de Montechiarugolo : Basilicagoiano, Basilicanova, Tortiano, Monticelli et Montepelato ainsi que Martorano, Marano et Villanova actuellement rattachées à Parme.

## Économie
Le comté de Montechiarugolo revêt une importance particulière car la rivière Enza, qui délimite le comté, est la frontière naturelle avec l'État voisin des Este.
La rivière Enza alimente les canaux, elle permet une pêche abondante et par endroits, son lit sert de pâturages pour les ovins et fournit des îlots cultivables. Son bois sert pour le chauffage et les galets constituent les matériaux de base pour la construction des habitations. Frère Flaminio da Parma dans ses Memorie storiche évoque la richesse du lieu avec ses zones de pêches, ses pâturages, ses potagers, ses bois comprenant loups, renards, lièvres, cerfs, chevreuils et sangliers.
L'eau de la rivière et le canal de la Spelta constituent un élément essentiel pour l'irrigation et le fonctionnement des moulins que Guardasone, un château voisin, tente de s'approprier. Les désaccords, qui se prolongent de 1420 à 1604, font l'objet de jugements par les magistrats de Parme. Les désaccords concernent aussi le village voisin de Montecchio alors aux mains des Este.

## Comtes de Montechiarugolo
- Guido (1428-1449)
- Cristoforo I (1449-1460)
- Marcantonio (1460-1462)
- Marsilio (1462-1489)
- Cristoforo II (1489-1500)

occupation française (1500-1504)
- Francesco (1504-1518)
- Paolo (1518-1545)
- Pomponio (1545-1608)
- Pio (1608-1612)